# Федеральное министерство внутренних дел
Федеральное министерство внутренних дел и родины (нем. Bundesministerium des Innern und für Heimat, BMI) — одно из министерств Германии.

## Деятельность
МВД Германии несёт ответственность за обеспечение внутренней безопасности и защиты конституционного строя, защиту гражданского населения от бедствий и терроризма, административные вопросы, спорт, строительство и вопросы сообщества. Министерство осуществляет выдачу паспортов, удостоверений личности, лицензий на владение огнестрельным оружием, разрешений на хранение взрывчатых веществ и т. д.
В 2004 году министерство создало антитеррористический центр, который предоставляет обмен информацией и аналитический форум для всех немецких полицейских и разведывательных ведомств, участвующих в борьбе с терроризмом.

## Организация
Министерством руководят министр, а также два парламентских государственных секретаря — членов правительства в статусе заместителя министра, зависящих от смены правительства, и два карьерных государственных секретаря, являющихся государственными служащими и не зависящих от правительства.
Один из карьерных государственных секретарей управляет отделами «P», «B», «IS» и «М», а также сетью регулирования кризисов и рабочей группой по контрразведке, другой — отделами «Z», «G», «D», «O», «SP» и «V» и дирекцией по информационным технологиям, защите данных и свободе информации.

### Отделы
- «Р» — отделение полиции министерства, имеет два филиала: правоохранительные органы и подразделения по борьбе с терроризмом.
- «IS» — внутренний отдел безопасности, функция которого — защита немецкого государства от политического экстремизма.
- «В» контролирует и управляет немецкой Федеральной полицией.
- «М» отвечает за иммиграцию, интеграцию беженцев и европейскую гармонизацию.
- «Z» — центральный офис.
- «G» отвечает за политику касательно Европы и международных событий.
- «D» отвечает за гражданскую службу.
- «О» отвечает за административную модернизацию организации.
- «SP» отвечает за спорт.
- «V» отвечает за конституционное, государственное, административное и европейское право.